# HOPE (Dokumentation)
Die HOPE Hospiz- und Palliativ-Erfassung wird als Standarddokumentation in Hospiz- und Palliativversorgung genutzt. Sie unterstützt die Prozesse und dient als Instrument der Qualitätssicherung, mit dem Ziel der Verbesserung der Versorgungssituation von Patienten und ihren Angehörigen. Sie wird seit 1999 von Palliativstationen und Hospizen, onkologischen Abteilungen sowie von ambulanten Hospiz- und Pflegediensten sowie Palliativteams genutzt und bearbeitet.

## Geschichte
Im Jahre 1996 wurde vom Bundesgesundheitsministerium die Entwicklung einer Kerndokumentation für Palliativstationen initiiert. In der Arbeitsgruppe wurde in Zusammenarbeit mit der Deutschen Gesellschaft für Palliativmedizin (DGP) und der Deutschen Krebsgesellschaft (DKG) ein Dokumentationsbogen entwickelt, in dem personen-, krankheits- und therapiebezogene Daten zum Aufnahmezeitpunkt und bei Behandlungsende von Palliativpatienten erfasst werden können. Ab 1999 wurden zunächst in einem jährlichen Rhythmus aus Planungstreffen der Teilnehmer, Dokumentationsphase und Auswertung bundesweit Daten zur Betreuung von Palliativpatienten erhoben.

## Dokumentation
Die Standarddokumentation HOPE ist als gemeinsame Dokumentation der an der Versorgung eines Patienten Beteiligten sektorenübergreifend und multiprofessionell. Durch die gemeinsame Datengrundlage werden Kooperation und Netzwerkbildung in der ambulanten und stationären Hospiz- und Palliativversorgung gefördert. HOPE-Nutzer nehmen gleichzeitig am Nationalen Hospiz- und Palliativregister teil. Die Dokumentation erfolgt in einem Basisbogen, der den definierten Kerndatensatz der Gesellschaften Deutsche Gesellschaft für Palliativmedizin DGP und des Deutschen Hospiz- und PalliativVerbandes (DHPV) enthält. Der Basisbogen wird von Pflegenden, Ärzten, ambulanten Hospizdiensten, Psychologen, Sozialarbeitern, Seelsorgern oder Physiotherapeuten aus der Sicht des Betreuerteams ausgefüllt. Zusätzlich gibt es Module – z. B. einen Fragebogen zur Selbsterfassung von Symptomen für Patienten, einen Wochen- (Verlaufs)Bogen, einen Bogen mit Details zur Wundversorgung.

### Ergebnisschau und Vorteil
Jede teilnehmende Einrichtung kann die eigenen Daten zu weitergehenden Auswertungen verwenden. Darüber hinaus können Interessenten nach Absprache mit der Koordinationsgruppe Daten für Auswertungen erhalten – anonym, ohne Angabe der Einrichtungen. Jede Einrichtung erhält als Dokument der Qualitätssicherung einen Bericht, aus dem die eigenen Daten im Vergleich zur eigenen Gruppe und zu den anderen Gruppen ersichtlich sind („Benchmarking“). Darüber hinaus stehen die Daten der Versorgungsforschung zur Verfügung.

### Finanzierung
HOPE wird von den teilnehmenden Institutionen getragen. Die online-Dokumentation enthält die Teilnahme der Datenübermittlung und Auswertung im Nationalen Hospiz- und Palliativ-Register.

## Trägerschaft: Koordinationsgruppe aus beteiligten Gesellschaften
Die Koordinationsgruppe bildet sich aus Mitgliedern der Deutschen Gesellschaft für Palliativmedizin DGP Deutsche Krebsgesellschaft DKrebsG und dem Deutschen Hospiz und PalliativVerband DHPV. Sie ruft zur Teilnahme an HOPE auf.

## Veröffentlichungen und weitere Informationen
- M. Determann, H. Ewald, P. Rzehak, D. Henne-Bruns: Lebensqualität in der Palliativmedizin. Entwicklung eines spezifischen Selbsteinschätzungsinstruments für Patienten im Rahmen eines Multizenterprojekts. In: Gesundheitsökonomie und Qualitätsmanagement. 5, 2000, S. 134–140.
- P. Herschbach, K. Book, T. Brandl, M. Keller, G. Lindena, K. Neuwöhner, B. Marten-Mittag: Psychological distress in cancer patients assessed with an expert rating scale. In: Br J Cancer. 2008 8;99(1), S. 37–43.
- N. Krumm, S. Stiel, Christoph Ostgathe, G. Lindena, F. Nauck, F. Elsner, Lukas Radbruch und die Koordinierungsgruppe HOPE: Subjektives Befinden bei Palliativpatienten – Ergebnisse der Hospiz- und Palliativerhebung (HOPE). In: Zeitschrift für Palliativmedizin 9, 2008, S. 132–138.
- G. Lindena, F. Nauck, C. Bausewein, K. Neuwöhner, Heine, Schulenberg, L. Radbruch: Qualitätssicherung in der Palliativmedizin – Ergebnisse der Kerndokumentation 1999-2002. In: Zeitschrift für ärztliche Fortbildung und Qualität im Gesundheitswesen. 99, 2005, S. 555–565. (PDF; 1,0 MB)
- G. Lindena, A. Wellmann, C. Ostgathe, L. Radbruch, F. Nauck und die Koordinationsgruppe HOPE: Ambulante Palliativversorgung in Deutschland – in HOPE dokumentierte Erfahrungen; Palliative Home Care in Germany – Via HOPE Documented Experiences. In: Z Palliativmed. 2011; 12, S. 27–32.
- F. Nauck, C. Ostgathe, E. Klaschik, C. Bausewein, M. Fuchs, G. Lindena, K. Neuwohner, D. Schulenberg, L. Radbruch: Drugs in palliative care: results from a representative survey in Germany. In: Palliat Med. 18(2) 2004, S. 100–107.
- C. Ostgathe, J. Gaertner, M. Kotterba, S. Klein, G. Lindena, F. Nauck, L. Radbruch, R. Voltz: Differential palliative care issues in patients with primary and secondary brain tumours. In: Supportiv Care in Cancer. September 2010, Volume 18, Issue 9, S. 1157–1163.
- M. Pestinger, C. Ostgathe, C. Bausewein, I. Strohscheer, W. Etspüler, S. Schulzeck, L. Radbruch: Antibiotica in der Palliativmedizin: Ergebnisse einer Fokusgruppe. In: Zeitschrift für Palliativmedizin. 5 2004, S. 68–74.
- L. Radbruch, F. Nauck, M. Fuchs, K. Neuwohner, D. Schulenberg, G. Lindena: What is palliative care in Germany? Results from a representative survey. In: J Pain Symptom Manage. 23(6) 2002, S. 471–483.
- L. Radbruch, F. Nauck, C. Ostgathe, F. Elsner, C. Bausewein, M. Fuchs, G. Lindena, K. Neuwohner, D. Schulenberg: What are the problems in palliative care? Results from a representative survey. In: Support Care Cancer. 11 2003, S. 442–451.
- L. Radbruch, C. Ostgathe, F. Elsner, F. Nauck, C. Bausewein, M. Fuchs, G. Lindena, K. Neuwohner, D. Schulenberg: Prozesse und Interventionen auf den deutschen Palliativstationen, Ergebnisse der Kerndokumentation 2001. In: Schmerz. 18(3) 2004, S. 179–188.
- L. Radbruch, R. Sabatowski, G. Loick, I. Jonen-Thielemann, F. Elsner, E. Hörmann: MIDOS – Validierung eines minimalen Dokumentationssystems für die Palliativmedizin. In: Schmerz. 14, 2000, S. 231–239.
- L. Radbruch, F. Nauck: Patientenregister als Forschungsinstrument – am Beispiel der Hospiz- und Palliativ-Erhebung (HOPE). In: Palliativmedizin. 2009; 10, S. 66–68.
- L. Radbruch, F. Nauck, C. Ostgathe, G. Lindena: HOPE Handbuch zu Dokumentation und Qualitätsmanagement in der Hospiz- und Palliativversorgung. der hospiz verlag, Wuppertal 2009, ISBN 978-3-941251-33-5.
- S. Stiel, A. Pollok, F. Elsner, G. Lindena, C. Ostgathe, F. Nauck, L. Radbruch: Validation of the Symptom & Problem Checklist of the German Hospice and Palliative Care Evaluation (HOPE). In: J Pain & Symptom Management. 14 (5) 2011, S. 599–606.
- S. Stiel, C. Hollberg, M. Pestinger, C. Ostgathe, F. Nauck, G. Lindena, F. Elsner, L. Radbruch und die Mitglieder der HOPE – Steering Gruppe: Subjective Definitions and Estimates of Problem and Symptom Incidence in Palliative Care – Evaluation of Professionals´ Perspectives. In: Palliative Care: Research and Treatment. 5, 2011, S. 1–7.
- B. Uebach, M. Kern: Wunden sind nicht heilbar – palliative Wundbehandlung exulcerierender Tumorwunden. PalliaMed Verlag, Bonn 2010, ISBN 978-3-933154-21-7.